# Szczecinse LHB-trams
Szczecinse LHB-trams was een serie tweeassige elektrische motorwagens van in totaal 15 exemplaren. Ze zijn hoofdzakelijk gebouwd door de Duitse fabrikant Linke-Hofmann-Busch en werden 1930 afgeleverd. De LHB-wagons werden aangekocht door het toenmalige openbaarvervoerbedrijf Stettiner Straßen-Eisenbahn-Gesellschaft.

## Beschrijving
De wagens zijn ontworpen als tweeassige motorwagens met centrale ingangen. De carrosserie van een LHB-wagen was 10.500 millimeter lang en 2.200 millimeter breed. De wagen hadden aan beide zijden tweevleugelige schuifdeuren. De trams hadden 24 zitplaatsen en ongeveer 74 staanplaatsen. De stroom werd afgenomen via een tweebeenpantograaf.

## Gebruik
Alle LHB-wagons zijn gebouwd in 1930. Ze reden voornamelijk op lijn 1 met Niesky- en Wismar-bijwagen. 7 werden er verkocht naar Poznań: de 165, 166, 168, 170, 173, 175 en 177. De acht resterende trams ontvangen nieuwe kleuren. 1959–1960 werden de Szczecinse LHB-wagen van het type LHB omgebouwd tot bijwagen. Ze reden achter de Poolse trams Konstal N en Konstal 4N. De laatste Szczecinse LHB-tweeassers deden dienst in 1972.

## Leveringen
| Staat     | Stad     | Type | Leveringsjaars | Aantal | Nummers |
| --------- | -------- | ---- | -------------- | ------ | ------- |
| Duitsland | Szczecin | LHB  | 1930           | 15     | 165–179 |
| Som:      | Som:     | Som: | Som:           | 15     |         |